# Pharsalia indica
Pharsalia indica là một loài bọ cánh cứng trong họ Cerambycidae.